# Królestwo Iberii

Iberia kaukaska.

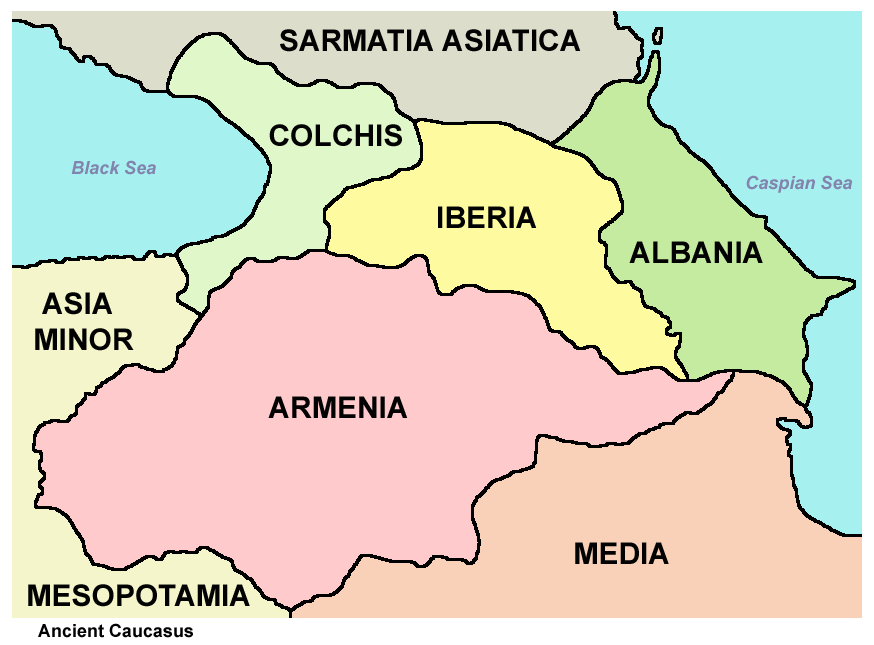
Iberia kaukaska

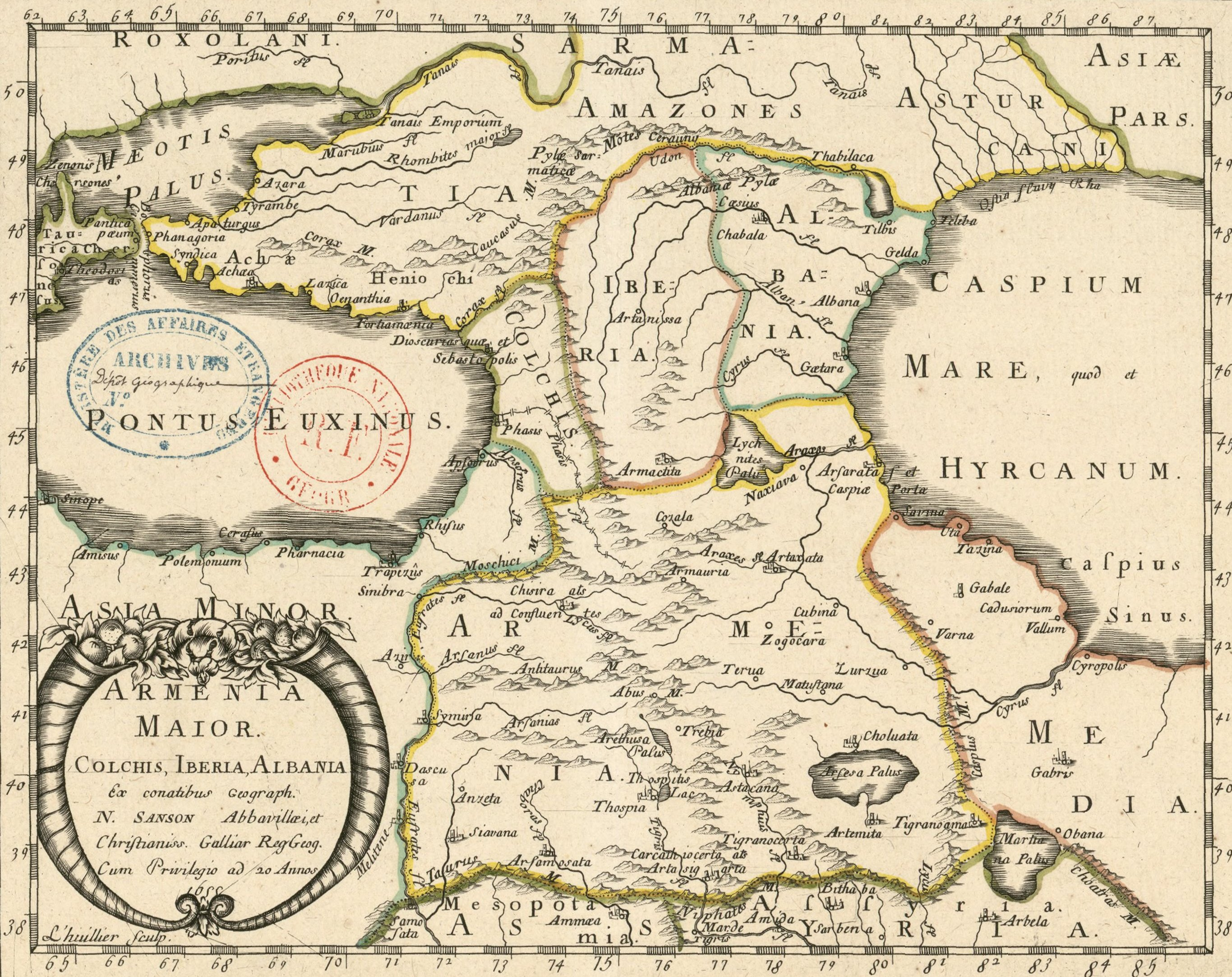
Iberia na mapie Sansona

Iberia (იბერია) – państwo istniejące na terenach wschodniej Gruzji między V wiekiem p.n.e. a VI wiekiem n.e., kiedy zostało podbite przez Persję.

## Powstanie królestwa
Do dziś nie ustalono przyczyn powstania Iberii, ale w formowaniu państwa ogromną rolę odegrało bogate miasto Mccheta – centrum gospodarcze i miejsce przecinania się szlaków komunikacyjnych na Kaukazie. Podczas wyprawy Aleksandra Wielkiego na Persję (IV wiek p.n.e.) Iberia została podbita, a namiestnikiem został niejaki Jazon. Obalił go jednak miejscowy arystokrata Parnawaz I, który uznał się wasalem monarchii Seleucydów i uzyskał od Antiocha I tytuł królewski.
W I wieku p.n.e. wojska rzymskie podporządkowały sobie Iberię i ulokowały w niej nieliczne garnizony wojskowe. Rzym podjął się zabezpieczenia północnych granic Kaukazu przed napadami Scytów i pomógł w budowie potężnego systemu fortyfikacji. Następowała także silna romanizacja kultury i społeczeństwa iberyjskiego. Wznoszono świątynie Apollinowi i Heliosowi. Silne były kontakty polityczne i kulturalne z sąsiednią Armenią.

## Przyjęcie chrześcijaństwa
Działalność ormiańskich duchownych, nauczających zasad religii chrześcijańskiej przyczyniła się do przyjęcia chrztu przez Iberię w 337 roku, lecz nie nastąpiłoby to tak szybko gdyby nie działalność Świętej Nino, niewolnicy z Kapadocji, która posiadała moc uzdrawiania i wyleczyła Nanę, żonę króla Miriana III. Władca miał w czasie polowania znaleźć się w ogromnej ciemności i dopiero gdy wezwał imię chrześcijańskiego Boga, wyszło słońce. Król Mirian pochodził z perskiego rodu Chosroidów i był jego pierwszym przedstawicielem w Mcchecie. Przyjęcie nowej religii uwalniało go od wpływów lokalnych pogańskich kapłanów jak i zaratusztriańskiej Persji.
W latach 446–510 panował król Wachtang Gorgasali. Przeniósł stolicę z Mcchety do Tbilisi – dzisiejszej stolicy Gruzji. Iberia, podobnie jak Armenia, nie przyjęła uchwał soboru chalcedońskiego z 451 roku o bosko-ludzkiej naturze Jezusa. Król stworzył odrębny kościół iberyjski z własnym katolikosem (najwyższym zwierzchnikiem duchowym), zrzucając zależność od patriarchy Antiochii. Do kraju uciekali prześladowani monofizyci, często wybitni teolodzy, intelektualiści i duchowni. W krótkim czasie państwo Wachtanga stało się centrum naukowym. W 506 roku na synodzie w Dwinie (Armenia) duchowieństwo ormiańskie i iberyjskie potępiło naukę o dwóch naturach w Jezusie (diofizytyzm). Pod naciskiem Bizancjum Iberowie przyjęli uchwały soborowe na początku VII wieku.

## Koniec istnienia
Po śmierci Wachtanga królowi Gurgenowi nie udało się zachować niezależności. Został pokonany przez Persów, a krajem zarządzał odtąd perski namiestnik (marzban) rezydujący w Tbilisi. Pod koniec VI wieku cesarz bizantyjski Maurycjusz odbił znaczną część Iberii, lecz bez Tbilisi. Cesarz Herakliusz dwukrotnie oblegał miasto: w 626 i 627 roku. Persom pomagała cała ludność. Za drugim razem udało się zdobyć i spalić miasto a mieszkańców wziąć w niewolę. Kraj wcielono do Bizancjum.
W 642 roku Iberowie starli się z Arabami, którzy tym razem musieli się jednak wycofać ze względu na zaciekły opór. Wrócili dopiero w 654 roku, zdobywając większość miast. Pod koniec VII wieku w Tbilisi osadzono arabskiego emira, który miał za zadanie zwiększyć kontrolę nad tym ważnym ze względów strategicznych regionem. VIII wiek przyniósł prześladowania chrześcijańskiej ludności ze strony Arabów, a emirowie stawali się coraz bardziej niezależni od kalifów. Pozostałe tereny dawnej Iberii weszły w skład księstw Eretii, Kachetii i Tao-Klardżetii, które po zjednoczeniu dały początek Gruzji.